# Franz Reiner
Franz Reiner (* 22. Juli 1967 in Houston, Texas) ist ein US-amerikanischer Manager. Seit Juni 2019 ist er Vorstandsvorsitzender der Mercedes-Benz Mobility AG (ehemals Daimler Financial Services). Zuvor war er Vorstand für die Region Europa der Daimler Mobility AG (ehemals Daimler Financial Services) und Vorstandsvorsitzender der Mercedes-Benz Bank AG. Seit Oktober 2016 gehört Reiner dem Aufsichtsrat des VfB Stuttgart an.

## Leben

### Ausbildung und Studium
Reiner studierte Wirtschaftsingenieurwesen an der Fachhochschule für Technik in Esslingen am Neckar und schloss das Studium 1992 mit Diplom ab.

### Einstieg in die Daimler Financial Services AG
Seit seinem Einstieg in das Unternehmen 1992 bekleidete er unterschiedliche Positionen in der Mercedes-Benz Bank – beispielsweise als Leiter Vertrieb und Marketing sowie Vorstandsmitglied für das Privat- und Firmenkundengeschäft. Von 2005 bis 2007 war Reiner Präsident und CEO der DaimlerChrysler Financial Services Canada LLC, bevor er 2007 die CEO Position bei Mercedes-Benz Financial Services USA LLC in Farmington Hills übernahm.
2009 wurde Reiner in den Vorstand von Daimler Mobility AG (ehemals Daimler Financial Services) berufen – zunächst verantwortlich für die Region Nord- und Südamerika, dann 2011 für Europa.
Als Europa-Vorstand verantwortete er eine Region mit 22 Märkten und war darüber hinaus Vorstandsvorsitzender der Mercedes-Benz Bank AG.
Seit Juni 2019 ist Franz Reiner Vorstandsvorsitzender der Daimler Mobility AG (ehemals Daimler Financial Services).

## Persönliches
Reiner ist verheiratet, hat drei Töchter und einen Hund.